# Ivo Štakula
Ivo Štakula (ur. 25 lutego 1923 w Dubrowniku, zm. 26 października 1958 w Melbourne) – chorwacki piłkarz wodny. W barwach Jugosławii srebrny medalista olimpijski z Helsinek.
Štakula w 1952 w Helsinkach wspólnie z kolegami zajął drugie miejsce. Były to jego drugie igrzyska – cztery lata wcześniej Jugosławia była dziewiąta. Był srebrnym medalistą mistrzostw Europy w 1954 i brązowym w 1950. Znajdował się w składzie reprezentacji na igrzyska w Melbourne w 1956, jednak nie wystąpił w żadnym meczu turnieju. Postanowił pozostać na emigracji i dwa lata później zmarł w tym mieście.